# Saasveldermolen
De Saasveldermolen (Twents: Soaseler Möl) is een molen nabij het Twentse dorp Saasveld in de Nederlandse provincie Overijssel.
De molen van het type grondzeiler heeft een functie als korenmolen. De molen, gebouwd in 1870, heeft een ronde stenen romp, die grotendeels is gepleisterd. De kap van de molen is gedekt met eiken dakleien. De spanwijdte, de afstand tussen de uiterste punten van de molenwieken, bedraagt 22 meter.
De molen werd gebouwd in opdracht van Augustinus Bootsveld, wiens vorige molen tijdens een storm was verwoest. Rond 1900 ging de molen over naar de familie Rotgerink. Na het overlijden van de laatste telg uit deze familie ging de molen in 1952 over op de voormalige molenaarsknecht Gerardus Spijker.
In 2013 werd de molen voorzien van nieuw stucwerk en nieuw voegwerk. De molen draait af en toe en is beperkt te bezoeken. 
De molen heeft thans de status van rijksmonument.